# Oblast Dobrič
Oblast Dobrič (bugarski Област Добрич), nalazi se u sjeveroistočnoj Bugarskoj u povijesnoj pokrajini Dobrudži. Najveći grad i administrativno središte oblasti je grad Dobrič .
Oblast Dobrič sastoji se od 8 općina:
| Općina            | Stan.   | Sjedište       | Stan.   |
| ----------------- | ------- | -------------- | ------- |
| Balčik            | 22.843  | Balčik         | 13.801  |
| Dobrič (grad)     | 113.662 | Dobrič         | 113.662 |
| Dobrička (općina) | 26.384  | Dobrič         |         |
| General Toševo    | 18.953  | General Toševo | 8.128   |
| Kavarna           | 17.162  | Kavarna        | 12.857  |
| Krušari           | 7.729   | Krušari        | 1.630   |
| Šabla             | 5.651   | Šabla          | 3.912   |
| Tervel            | 28.515  | Tervel         | 8.036   |

## Vanjske poveznice
- Službena stranica oblasti  Arhivirana inačica izvorne stranice od 12. travnja 2009. (Wayback Machine)